# Anton Genov
Anton Genov (bolgárul: Антон Генов; Gabrovo, 1966. október 10. –) bolgár nemzetközi  labdarúgó-játékvezető.

## Pályafutása

### Nemzeti játékvezetés
A játékvezetői vizsgát 1991-ben szerezte meg, 1996-ban lett az I. Liga játékvezetője. Az aktív nemzeti játékvezetést 2011 decemberében felfüggesztés miatt befejezte.

### Nemzeti kupamérkőzések
Vezetett Kupa-döntők száma: 2.

#### Szuperkupa
| Időpont          | Helyszín                 | Mérkőzés típusa | Mérkőzés                       | Eredmény | Nézők száma |
| ---------------- | ------------------------ | --------------- | ------------------------------ | -------- | ----------- |
| 2004. július 31. | Naftex Stadion, Burgasz  | döntő           | Lokomotiv Plovdiv–Litex Lovech | 1 : 0    | 4 500       |
| 2011. lúlius 30. | Lazur (stadion), Burgasz | döntő           | Litex Lovech–CSKA Sofia        | 1 : 3    | 9 000       |

### Nemzetközi játékvezetés
A Bolgár labdarúgó-szövetség Játékvezető Bizottsága (JB) 1999-ben terjesztette fel nemzetközi játékvezetőnek, a Nemzetközi Labdarúgó-szövetség (FIFA) (JB) bíróinak keretébe. Több nemzetek közötti válogatott - felkészülési, világbajnoki- és Európa-bajnoki - és klubmérkőzést vezetett. A bolgár nemzetközi játékvezetők rangsorában, a világbajnokság-Európa-bajnokság sorrendjében többedmagával a 2. helyet foglalja el 5 találkozó szolgálatával. Az UEFA 2. kategóriás játékvezetői keretébe tevékenykedik. Etikátlan sporttevékenység miatt 2009-ben vizsgálat indul ellene, az eredmény alapján 2011-ben felfüggesztették nemzetközi tevékenységét. Válogatott mérkőzéseinek száma: 11.

#### Világbajnokság
A világbajnoki döntőhöz vezető úton a XVIII., a 2006-os labdarúgó-világbajnokságra és Dél-Afrikába a XIX., a 2010-es labdarúgó-világbajnokságra a FIFA JB bíróként alkalmazta.

##### 2006-os labdarúgó-világbajnokság
| Időpont             | Helyszín                     | Mérkőzés típusa           | Mérkőzés                 | Eredmény | Nézők száma |
| ------------------- | ---------------------------- | ------------------------- | ------------------------ | -------- | ----------- |
| 2004. augusztus 18. | Gradski Stadion, Skopje      | előselejtező (1. csoport) | Macedónia–Örményország   | 3 : 0    | 4 375       |
| 2005. június 8.     | Tórsvøllur Stadion, Tórshavn | előselejtező (4. csoport) | Feröer-szigetek–Írország | 0 : 2    | 5 180       |
| 2005. október 8.    | Olimpiai Stadion, Helsinki   | előselejtező (1. csoport) | Finnország–Románia       | 0 : 1    | 10 117      |

##### 2010-es labdarúgó-világbajnokság
| Időpont          | Helyszín                    | Mérkőzés típusa           | Mérkőzés         | Eredmény | Nézők száma |
| ---------------- | --------------------------- | ------------------------- | ---------------- | -------- | ----------- |
| 2009. október 14 | Sūduva Stadion, Marijampolė | előselejtező (7. csoport) | Litvánia–Szerbia | 2 : 1    | 2 000       |

#### Európa-bajnokság
Az európai-labdarúgó torna döntőjéhez vezető úton Portugáliába a XII., a 2004-es labdarúgó-Európa-bajnokságra az UEFA JB játékvezetőként foglalkoztatta.
| Időpont            | Helyszín             | Mérkőzés típusa           | Mérkőzés     | Eredmény | Nézők száma |
| ------------------ | -------------------- | ------------------------- | ------------ | -------- | ----------- |
| 2002. november 10. | GSP Stadion, Nicosia | előselejtező (1. csoport) | Ciprus–Málta | 2 : 1    | 6 000       |

#### Nemzetközi kupamérkőzések

##### UEFA-kupa
| Időpont             | Helyszín                         | Mérkőzés típusa            | Mérkőzés                            | Eredmény |
| ------------------- | -------------------------------- | -------------------------- | ----------------------------------- | -------- |
| 2002. augusztus 15. | Albert Flórián Stadion, Budapest | előselejtező (1. mérkőzés) | Ferencvárosi TC–AÉ Lemeszú (ciprus) | 4 : 0    |